# 大榑川

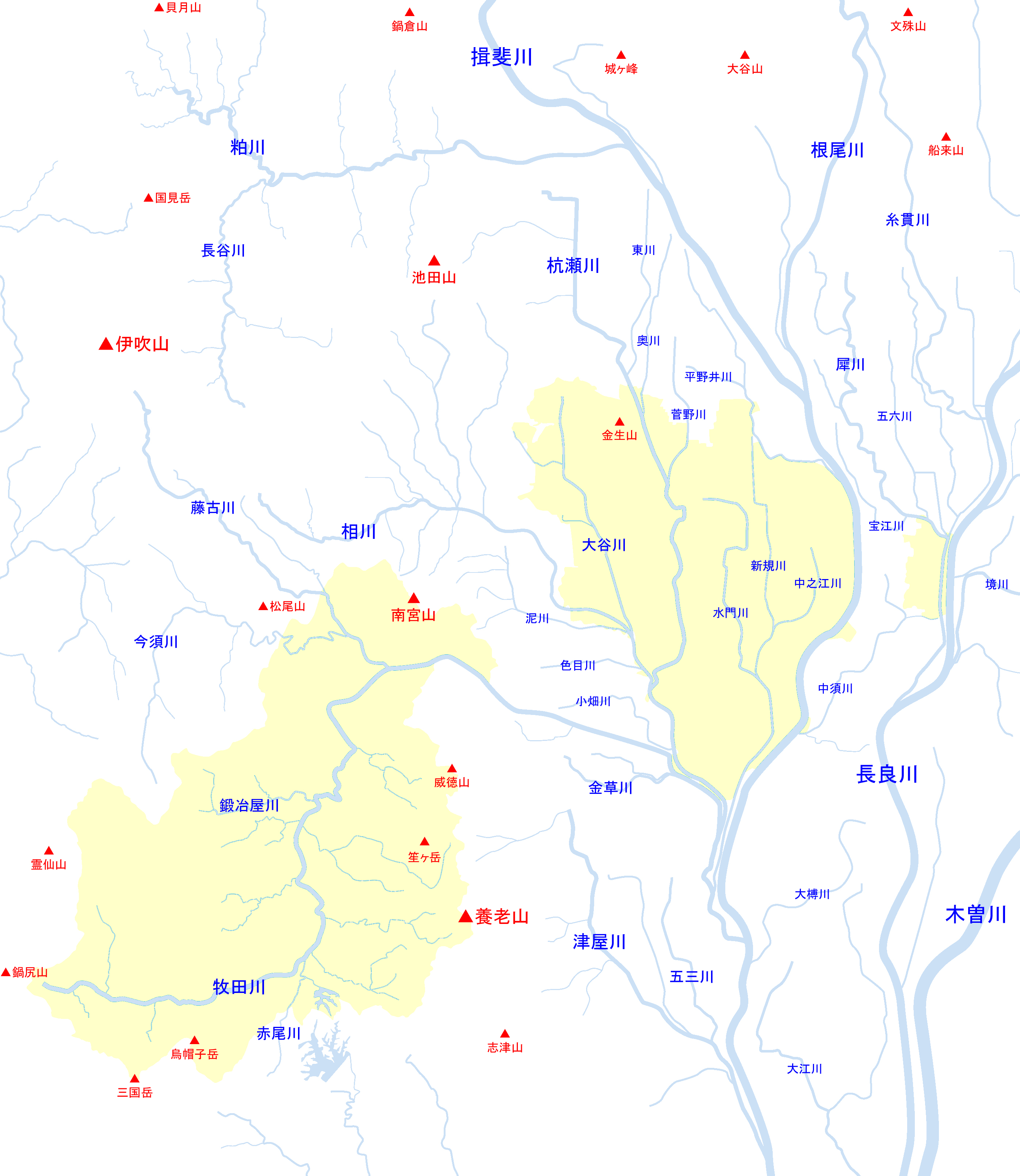
大垣市周辺河川の位置関係図

大榑川（おおぐれがわ）は、木曽川水系の一級河川。岐阜県安八郡輪之内町・海津市・養老郡養老町を流れる。揖斐川を経て伊勢湾に至る木曽川の2次支川。

## 地理
岐阜県安八郡輪之内町と海津市境付近の長良川が水源。輪之内町と海津市の境をなしており、海津市平田町今尾（旧海津郡平田町）付近で揖斐川の旧河道と合流し、海津市と養老郡養老町の境で揖斐川に注ぐ。川の北側は福束輪中、南側は高須輪中である。堤の上には全長約7kmわたって桜が植えられ、春には花見客で賑わう。海津市平田町岡付近より上流は準用河川、下流は一級河川に指定されている。

## 歴史
『百輪中旧記』には長良川の洪水に悩まされた高須輪中の住民が1619年（元和5年）に開削した新川であるとの記述があり、この記述を『岐阜県治水史』や郷土史家の伊藤信などが採用して定説となっていたが、その後の研究で『百輪中旧記』自体の正確性が疑われている。実際にこれほどの規模の川を開削したのであれば他の史料に記述がみられないのは不自然であり、地形図などから見ても自然河川と考えるのが妥当と思われることから、今日では木曽川が境川筋を流れていた当時の古木曽川の流路の1つを拡幅や浚渫して大榑川となったと推定されている。なお、輪之内町では1615年（元和元年）から行われた福束輪中の新田開発と同時に、大榑川の改修工事が行われたとしている。
大榑川が完成すると、河底に2メートル前後の差があった長良川から水が滝のように流れ込み、今度は揖斐川流域の洪水の危険性が増した。1751年（寛延4年）に地元の村が長良川分派口に喰違堰が築くが効果は薄く、薩摩藩による1754年（宝暦4年）の宝暦治水によって大榑川洗堰が完成するが大きな効果には繋がらなかった。
明治時代のヨハニス・デ・レーケ監修の木曽三川分流工事に伴い、1899年（明治32年）に長良川から完全に締め切られた。

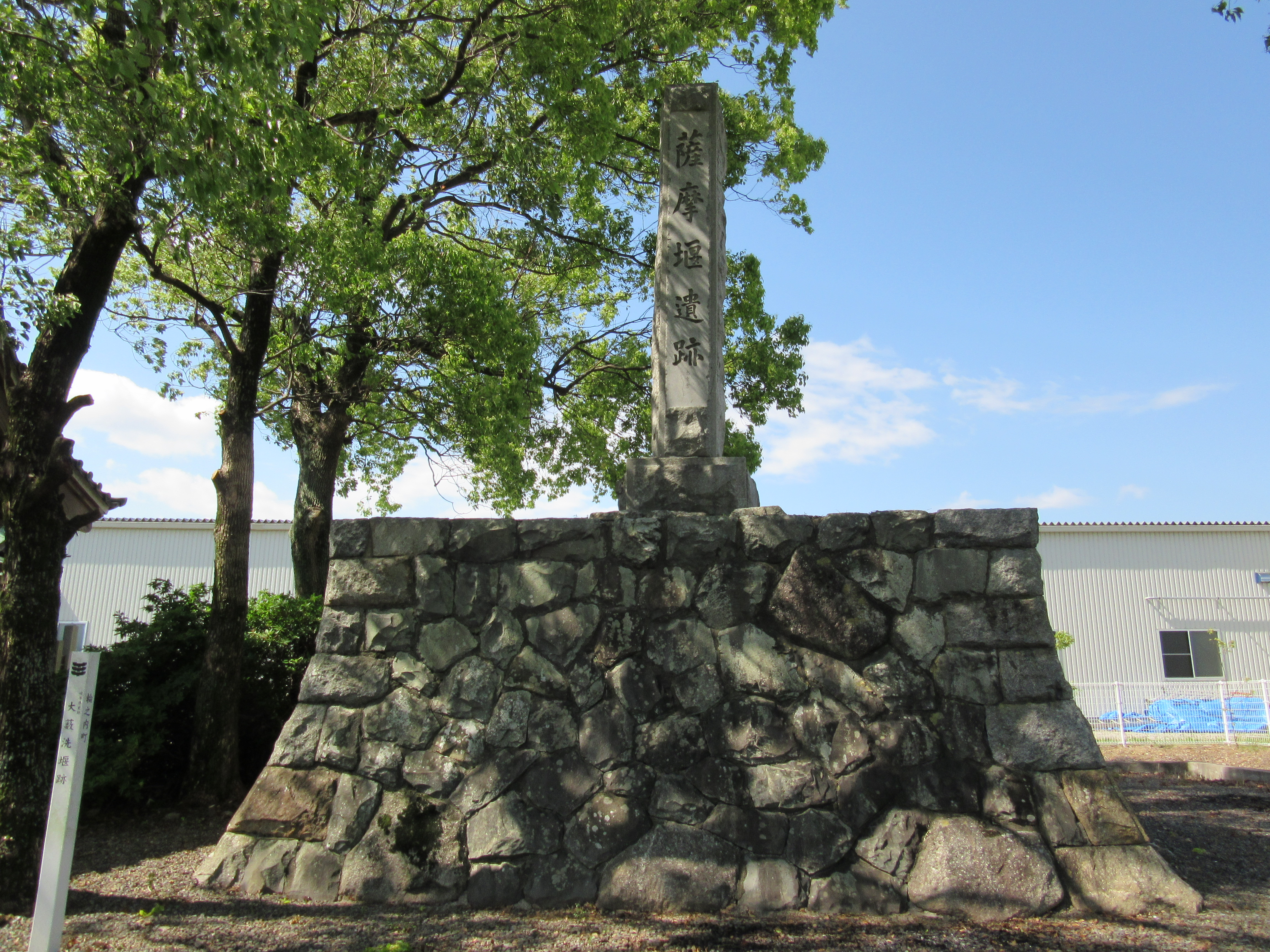
大榑川洗堰跡